# Kyle Juszczyk
Kyle Juszczyk (* 23. April 1991 in Medina, Ohio) ist ein US-amerikanischer American-Football-Spieler auf der Position des Fullbacks. Derzeit spielt er für die San Francisco 49ers in der NFL.

## Frühe Jahre
Juszczyk ging in Lodi, Ohio auf die Highschool. Später besuchte er die Harvard University, wo er für das Collegefootballteam auf der Position des Fullbacks und des Tight Ends spielte.

## NFL

### Baltimore Ravens
Juszczyk wurde im NFL-Draft 2013 in der vierten Runde an 130. Stelle von den Baltimore Ravens ausgewählt. Damit war er der erste ausgewählte Fullback in diesem Draft. Er spielte in seiner ersten Saison in allen 16 Spielen, jedoch überwiegend in den Special Teams und als blockender Fullback. In seinem zweiten Jahr machte er sein erstes Spiel als Starter, direkt am ersten Spieltag im Spiel gegen die Cincinnati Bengals. Am 21. September 2014 fing er seinen ersten Touchdown-Pass im Spiel gegen die Cleveland Browns. Er beendete die Saison mit 19 Passfängen für 182 Yards. Die Saison 2015 beendete er mit 42 Passfängen für 321 Yards und vier Touchdowns, was bis jetzt seine statistisch stärkste Saison darstellt. In der Saison 2016 erzielte er den ersten erlaufenen Touchdown seiner Karriere im Spiel gegen die Pittsburgh Steelers am 16. Spieltag. Nach der Saison wurde er das erste Mal in den Pro Bowl gewählt.

### San Francisco 49ers
Am 8. März 2017 unterschrieb er einen Vierjahresvertrag bei den San Francisco 49ers mit einem Gesamtvolumen von 21 Millionen US-Dollar, welcher der höchstdotierte Vertrag eines Fullbacks aller Zeiten war. 2017, 2018, 2019 und 2020 wurde er erneut in den Pro Bowl gewählt.
Am 15. März 2021 unterschrieb er einen neuen Fünfjahresvertrag mit einem Gesamtvolumen von 27 Millionen US-Dollar und blieb damit der bestbezahlte Fullback aller Zeiten.